# Sólo un hombre
Solo un hombre es el segundo álbum de estudio del cantante español Camilo Sesto. Fue realizado por él mismo, producido nuevamente por Juan Pardo, y lanzado al mercado por Ariola el 13 de diciembre de 1972.

## Lista de canciones[1]
Todas las canciones compuestas por Camilo Blanes, excepto donde se indica.
1. "Amor... amar" 1997 - 4:40 (Lucía Bosé/Camilo Blanes)
2. "Fuego" - 2:58
3. "El porqué" - 3:23
4. "Fresa salvaje" - 2:40
5. "Sara" - 2:19
6. "Sólo un hombre" - 3:11
7. "Piedra sobre piedra" - 2:27
8. "Como cada noche" - 3:23
9. "To Be a Man" - 3:04 (Juan Pardo/Camilo Blanes)
10. "Una mujer" - 3:54
11. "Con razón o sin razón" - 2:42

## Créditos y personal
- Johnny Arthey - Arreglos Orquestales en pistas 1, 2, 6, 7 y 8.
- Zac Laurence - Arreglos Orquestales en pistas 3, 4, 5, 9, 10 y 11.

- Juan Pardo - Producción
- Terry Johnson - Ingeniería de sonido
- Andy Chapman - Ayudante de ingeniería.